# Умная дочка
«Умная дочка» — российский рисованный мультфильм. Создан на студии «Пилот» в 2004 году по мотивам русской народной сказки «Дочь-семилетка», записанной в Воронежской губернии (аналог сказки Братьев Гримм «Мудрая дочь крестьянская»). Режиссёр — Елена Чернова.
Мультфильм входит в мультсериал «Гора самоцветов». В начале мультфильма — пластилиновая заставка «Мы живём в России — Воронеж».

## Сюжет
Жили два брата-крестьянина — зажиточный Игнат и бедный Кузьма. Однажды отправились они в город, на базар. Запрягли в телегу Игната лошадь Кузьмы. По дороге телега сломалась и братьям пришлось ночевать в поле. Наутро они увидели, что родился жеребёнок. И тут Игнат стал утверждать, что жеребёнок родился от телеги.
Дошло до суда. Но Игнат, подкупив судей, склонил их на свою сторону. Кузьма решил жаловаться царю. Царь, выслушав крестьян, задал три загадки: «Что жирнее всего, что быстрее всего, что мягче всего», и объявил: кто их отгадает, тому и достанется жеребёнок. Кузьма, с помощью дочки решил эти загадки. Тогда царь дал ещё более сложное задание — пусть она сама явится к царю, и чтоб была «не верхом, не пешком, не одета, не раздета, без подарка, но с подарком». Дочь Кузьмы решила это задание, вдобавок устыдив царя. Жеребёнка вернули хозяину, а коррумпированных судей сместили с должности и отправили работать подручными царского конюха.

## Создатели
| Автор сценария, Режиссёр, и Художник-постановщик | Елена Чернова |
| Художественный руководитель                      | Эдуард Назаров |
| Композитор и Звукорежиссёр                       | Саша Гусев |
| Роли озвучивали                                  | Никита Лизунов — умная дочка Александр Леньков — Кузьма Александр Воеводин — Игнат Александр Пожаров — текст от автора / царь |
| Аниматоры:                                       | Марина Антонова, Юлия Аулова, Павел Барков, Александр Панов, Алексей Миронов, Алексей Федорович, Артур Циммерман, Михаил Рыкунов, Мария Никулина, Елена Голянкова, Валерий Олькович, Татьяна Яцына, Ольга Таратынова                                                        |
| Ассистент режиссёра                              | Оксана Фомушкина |
| Ассистенты художника-постановщика                | Виктория Кирдий, Светлана Васильевна |
| Художники:                                       | Наталья Полетаева, Вера Аполлонова, Ольга Меркурьева, Ирина Ткаченко, Наталья Иванищева, Ольга Таратынова |
| Съёмка спецэффекты:                              | Алексей Ганков, Анастасия Шиляева, Мария Кулланда |
| Над пластилиновой заставкой работали:            | - Режиссёр — Сергей Меринов - Текст — Георгий Заколодяжный - Актёр — Александр Леньков - Художник-постановщик — Эдуард Беляев - Композитор — Саша Гусев - Операторы-монтажёр — Андрей Пучнин, - Художник — Галина Голубева - Аниматоры: — Наталья Акашина, Наталья Соколова |
| Художественный совет проекта:                    | Эдуард Назаров, Александр Татарский, Михаил Алдашин, Валентин Телегин, Георгий Заколодяжный |
| Директор картины                                 | Игорь Гелашвили |
| Генеральный продюсер проекта                     | Игорь Гелашвили |
| Продюсер                                         | Ирина Капличная |
| Руководитель проекта                             | Александр Татарский |

- Фильм снят при государственной финансовой поддержке Федерального агентства по культуре и кинематографии.
- КОНЕЦ СКАЗКИ
- © ООО “Большая анимационная студия Пилот” © Федеральное агентство по культуре и кинематографии 2004г.
- Создатели проверены по титрам мультфильма.

## Премьера и награды
- 2005 — Премьерный показ первых 11 фильмов из цикла «Гора самоцветов»[2] состоялся в феврале 2005 года в рамках Х Открытого российского фестиваля анимационного кино в Суздале.[3]
- 2005 — Диплом жюри Х ОРФАК в Суздале (2005) "Коллективному разуму Большой киностудии «Пилот», энергично создающему «Гору самоцветов».[4]
- 2005 — IX Всероссийский Фестиваль Визуальных Искусств во Всероссийском Детском Центре «Орлёнок» — 2 место конкурса анимации получил мультфильм «Умная дочка» (реж. Елена Чернова).[5]
- 2005 — Х Московский Международный фестиваль детского анимационного кино «Золотая рыбка» — Спецприз жюри фильму «Умная дочка» (реж. Елена Чернова).[6]
- 2006 — Национальная премия в области кинематографии «Золотой Орел» за 2005 г. в категории «Лучший анимационный фильм» — циклу «Гора Самоцветов»(11 мультфильмов за 2004 год).